# Claudius Hermes
Claudius Hermes war ein antiker römischer Toreut (Metallarbeiter), tätig während der Kaiserzeit.
Claudius Hermes ist heute nur noch aufgrund einer Inschrift bekannt. Diese Inschrift wurde in Albano Laziale, einer Stadt, die aus dem antiken Ager Albanus und einem im 2. Jahrhundert begründeten Legionslager hervorgegangen ist, gefunden. Diese Inschrift bezeichnet Claudius Hermes als Produzenten von Vasen (vascularius) und verkürzt den Namen zu Cl. Hermes. Er ist damit einer von nur etwa 30 bis 40 inschriftlich bekannten Toreuten der griechisch-römischen Antike. Weitere Details zum Leben oder gar zuschreibbare überlieferte Werke sind nicht bekannt.

## Einzelbelege
1. ↑  Signaturen ausgenommen

| Personendaten    | Personendaten                              |
| ---------------- | ------------------------------------------ |
| NAME             | Claudius Hermes                            |
| ALTERNATIVNAMEN  | Hermes, Claudius                           |
| KURZBESCHREIBUNG | antiker römischer Toreut                   |
| GEBURTSDATUM     | zwischen 1. Jahrhundert und 3. Jahrhundert |
| STERBEDATUM      | zwischen 1. Jahrhundert und 4. Jahrhundert |